# Muconda
Muconda – miasto w Angoli, w prowincji Lunda Południowa.